# River Wey (Ärmelkanal)
Der Wey ist ein kurzer Fluss in der Grafschaft Dorset in Südwestengland. Der Fluss entspringt in den South Downs, einem Bergkamm der Kreidehügel, die Weymouth von Dorchester trennen. Der größte Teil des Flussverlaufes liegt im Einzugsbereich von Weymouth. Der Wey läuft durch die ehemaligen Dörfer und jetzigen Vororte Upwey, Broadwey und Radipole, durch den See Radipole Lake in den Hafen von Weymouth.
Der Fluss ist für die Tierwelt wichtig, und der Radipole Lake ist ein Naturschutzgebiet, das von der königlichen Gesellschaft für den Vogelschutz betreut wird.